# 醤油鯛
醤油鯛（しょうゆだい）は、量産された合成樹脂製の液体調味料容器で、全体で魚の形を模したものと定義されている。

## 概要
実際には1950年代にあらわれたポリエチレン製のタレ瓶のうち魚形のものをいう。ただし鯛には限定されない。この特定の魚をモチーフにしたわけではないがおおむね魚である造形について沢田は汎魚と表現している。
その多様性から収集対象ともなっている。
21世紀に入っても弁当や寿司折り、機内食などに利用されているが、活躍の機会は減り、昭和レトロの象徴的なアイテムとして扱われることもある。

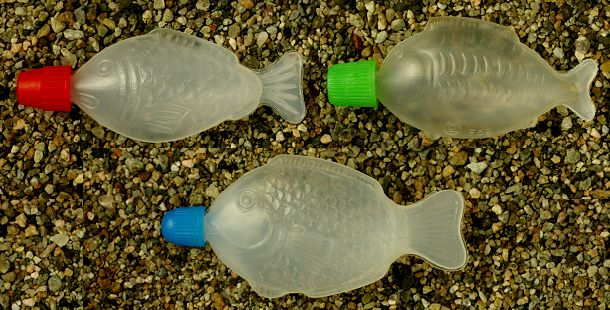
いろいろな醤油鯛